# Chả rươi

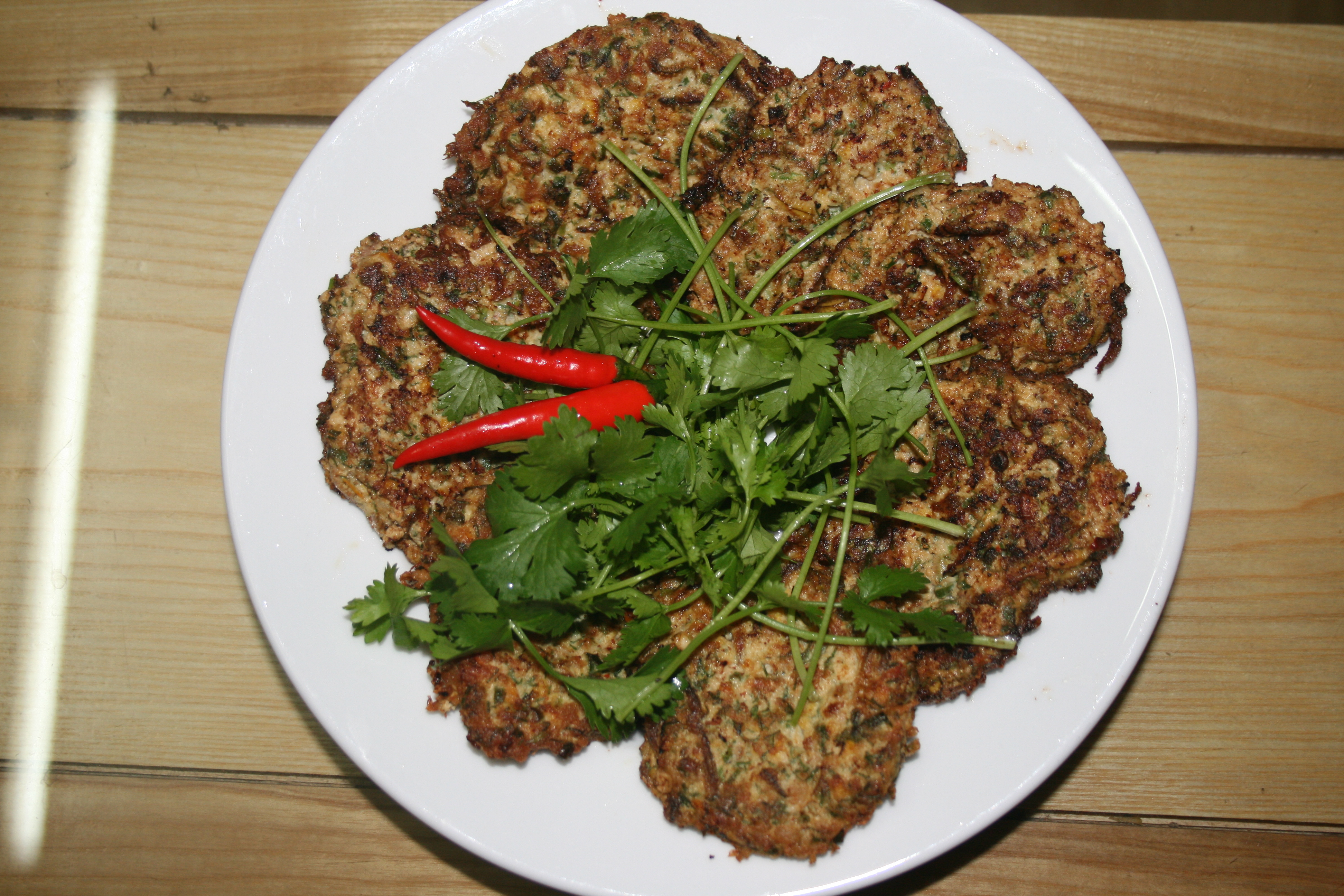
Chả rươi

Chả rươi, đôi khi còn gọi là rươi đúc trứng, là một trong những món chả rán đặc biệt của người Việt. Mùa rươi vừa ngắn lại chỉ có ở một số địa phương như Quảng Ninh, Hải Dương, Hải Phòng, Thái Bình và được xem là đặc sản ở những nơi này. Tuy nhiên nó lại khá phổ thông trong ẩm thực của người Hà Nội. Tính phổ thông của nó, ở phương diện nào đó do đây là một trong những món ăn có nguyên liệu chính là rươi dễ làm nhất. Nhưng ở phương diện khác, đây là một món rươi phổ biến nhất, cứ có rươi là người ta thường nghĩ đến việc làm món chả rươi.

## Nguyên liệu
Nguyên liệu làm chả rươi rất đơn giản, bao gồm rươi, một ít thịt lợn nạc dăm xay nhuyễn hay băm nhỏ, trứng gà, vỏ quýt, hành hoa, thì là, một chút ớt tươi giã nhỏ chủ yếu lấy mùi chứ không để quá cay. Tuy ít phổ biến hơn, nhưng có khi người ta còn cho thêm chút lá chanh hoặc lá lốt thái chỉ để gia tăng hương vị cho chả rươi. Gia vị khi ăn thì thường có hạt tiêu bột, nước mắm pha chanh, ớt. Tỷ lệ các nguyên vật liệu thì tùy theo sở thích và sự nhạy cảm của người làm bếp, tuy nhiên, thường lượng rươi gấp 3 lần lượng thịt, và với khoảng 0,5 kg rươi thì người ta thường cho vào 3-4 quả trứng. Lượng thịt càng nhiều thì thành phẩm càng cứng, ít thịt thì thành phẩm sẽ xốp hơn. Theo ý kiến của một số bà nội trợ, chả rươi có thể rán không cần thịt và trứng, vì rươi khi đánh nhuyễn đã rất dẻo và kết dính tốt, tuy nhiên không nên làm như vậy, vì như vậy chả rươi sẽ khô, mất độ ngậy.

## Quy trình chế biến

### Chọn mua rươi
Mùa rươi sinh sản vào cuối tháng 9 đầu tháng 10 âm lịch (tháng Chín đôi mươi, tháng Mười mùng 5) ở Việt Nam. Người ta hay đợi lúc này đi hớt rươi về (loài rươi biển Tylorhynehus heterocheatus). Tính từ thời điểm người xúc rươi, hớt rươi ở các vùng nước lợ ven biển đem ra chợ bán, rươi đã sống trong lớp nhớt tiết ra được vài tiếng đồng hồ, bị yếu dần và nhiều con có thể đã chết. Bởi vậy rươi mua càng sớm càng tươi ngon hơn để đến khi chợ đã vãn. Khi chọn mua rươi, nên lấy rươi lớp trên là loại rươi còn khỏe, tỷ lệ con bị chết còn thấp, chưa ươn. Rươi còn khỏe có màu xanh nhạt, nếu thả vào nước một vài con sẽ thấy rươi bơi rất mạnh. Rươi khỏe đem về nhà có thể rửa sơ và giữ sống lâu hơn với chút nước đổ vào, hoặc rửa sạch để ngăn mát tủ lạnh một hai ngày sau chưa chết. Rươi đã yếu có màu ngả dần sang nâu đỏ. Rươi mới chết có màu xanh đậm ngả sang đen, ăn không ngon như khi rươi còn tươi.

### Sơ chế

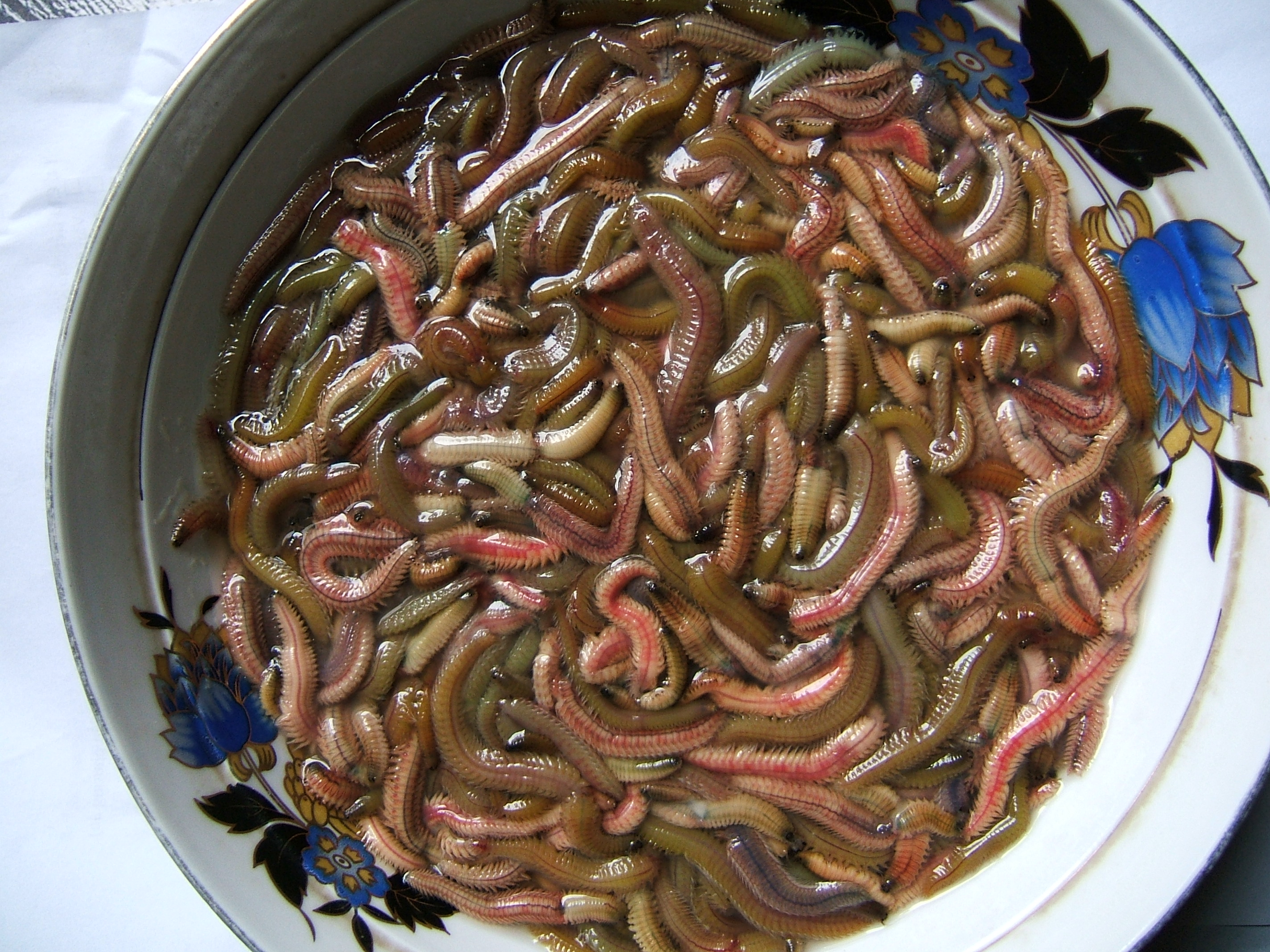
Một bát rươi còn sống trước khi sơ chế

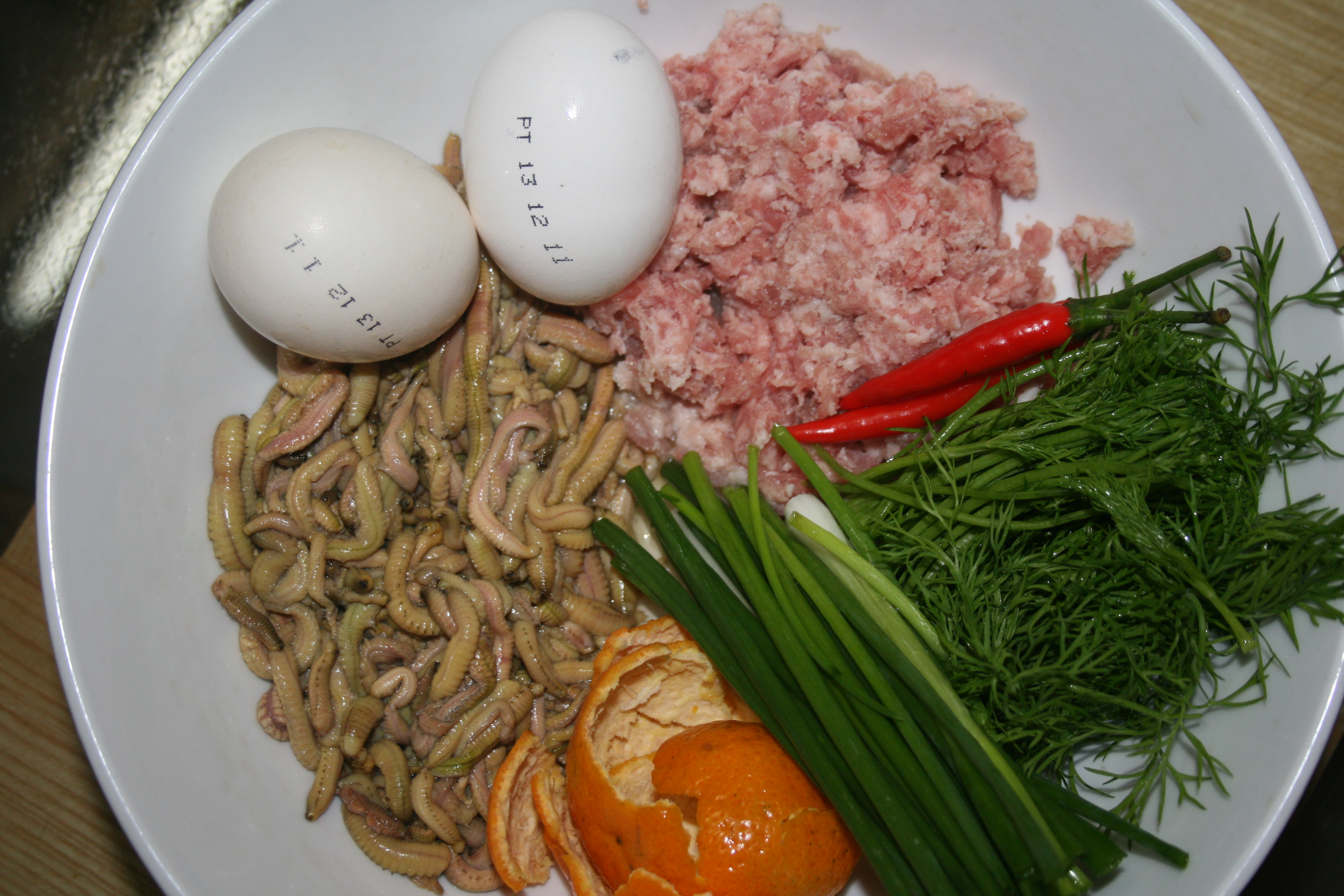
Nguyên liệu làm chả rươi

Rươi mua ở chợ mang về được sơ chế bằng cách cho vào nước lã quấy đều nhẹ tay cho hết bẩn, nhặt hết rác và bỏ những con rươi đã bị chết nát. Sau đó, đun nước nóng già trút vào tô rươi để "làm lông". Yêu cầu quan trọng nhất là nước làm lông lần đầu tiên không được sử dụng nước sôi (100 °C) mà chỉ dùng nước nóng già (khoảng 75 °C-80 °C), vì nước sôi khiến rươi khi chết co quắt lại và thậm chí vỡ ra, các chất sữa bổ trong bụng rươi trôi ra nước hết. Nước làm lông có thể cho nóng đến 90 °C hơn ở lần tiếp theo khi con rươi đã chết, nếu thấy rươi còn chưa sạch lông. Dùng đũa khuấy kỹ nhưng nhẹ nhàng một lúc, trút bỏ nước bẩn và xả vài lần nước lạnh cho sạch hết lông rươi rụng ra nước. Khâu làm lông này nên làm kỹ, cẩn thận, nếu còn quá nhiều rươi chưa rụng hết lông món ăn sẽ bị nhặm, ngứa.

### Thực hiện
Cho rươi đã làm sạch vào tô, dùng ba cái đũa đánh nhuyễn. Một số người thích đánh sơ để còn nguyên con rươi hoặc những đoạn rươi, khi ăn cảm nhận vị mềm giòn lợn cợn ngon hơn, nhưng một số người thích đánh thật nhuyễn cho đỡ sợ nhìn con rươi còn nguyên trong miếng chả. Sau đó cho thịt vào tiếp tục đánh đều.
Rươi không thể thiếu được gia vị chính là vỏ quýt. Chính vỏ quýt làm cho các món rươi đặc trưng với hương vị thơm ngon khó tả, thêm nữa, vỏ quýt với tinh dầu sẽ giúp món ăn quá nhiều chất bổ này dễ tiêu hóa hơn, không bị đầy bụng. Nên chọn loại quýt có vỏ mỏng, thơm. Đặc biệt là vỏ quýt đã để một thời gian cho khô se lại sẽ thơm hơn là vỏ quýt còn tươi. Vỏ quýt, hành hoa, thì là và một chút ớt băm thật nhỏ, trộn đều vào tô rươi. Đập trứng, cho chút nước mắm, mì chính, hạt nêm vào đánh lên, thấy hỗn hợp dẻo quánh và dậy mùi thơm là được. Nếu chưa thấy dậy mùi thơm có thể cho từng chút vỏ quýt vào, cần chú ý, nếu quá nhiều vỏ quýt sẽ khiến thành phẩm bị đắng. Nếu hỗn hợp chưa dẻo đều thì đập thêm trứng.
Sau đó bắc chảo lên bếp, cho dầu ăn hoặc mỡ nước vào và dùng muôi múc từng thìa rươi cho vào chảo rán. Nên dùng mỡ nước khi rán sẽ thơm và ngon hơn. Độ dày của miếng khoảng 0,5 đến 0,75 cm. Lửa nhỏ để món rươi chín đều, không bị cháy. Rán xong một mẻ lại dùng vá lưới hớt hết những xác rươi cháy khét rơi ra chảo dầu trước khi cho mẻ khác vào rán tiếp. Yêu cầu thành phẩm phải chín vàng bên ngoài nhưng không bị khô xác, không cháy khét. Đưa thành phẩm ra đĩa, rắc chút hạt tiêu lên trên và ăn khi còn nóng, chấm nước mắm ngon pha chanh, ớt và ăn kèm vài ngọn rau thơm như húng thơm, rau mùi. Món chả rươi có đặc điểm là khi rán thì mùi thơm dậy lên "nức mũi hàng xóm".

## Biến thể của chả rươi
Một biến thể cũng khá phổ biến của món chả rươi là món rươi hấp, với nguyên liệu và cách phối trộn cũng y như món chả rươi, nhưng không đưa vào chảo rán mà dàn ra đĩa hấp cách thủy. Làm cách này có thể thêm vào nguyên liệu vài tai mộc nhĩ băm nhỏ cho miếng chả được giòn.
Lại có cách khác là sau khi hấp chín từng miếng mỏng, để nguội, đem chiên nhanh với dầu thật nóng cho cháy nhẹ cạnh ngoài. Cách làm này cho món chả ít đẫm dầu, giòn bên ngoài mà bên trong vẫn mềm.
Ngoài ra, với sự phối trộn thêm giá đỗ, mộc nhĩ, miến, nguyên liệu làm chả rươi nói trên có thể được gói trong lá nem và rán trong dầu ăn để tạo thành món nem rươi.

## Bảo quản
Vì trong năm không phải lúc nào cũng có rươi. Các bà nội trợ có thể mua nhiều, làm lông sạch và cho vào hộp nhựa để ngăn đá của tủ lạnh giữ được hàng năm trời. Rươi giữ ngăn đá thường chỉ làm được món chả rươi.
Chả rươi có thể được rán sơ và bảo quản rất lâu không hỏng, thuận tiện cho việc gửi biếu anh em bè bạn ở xa.

## Đánh giá
Nhà văn Vũ Bằng (1913-1984), trong cuốn Miếng ngon Hà Nội, khi đánh giá về món chả rươi, đã nói: Hỡi các bà nội trợ, đừng có lần chần lắm mà lỡ việc, vì rươi không phải là một món ăn ngày nào cũng có đâu. Cả một năm chỉ có mấy ngày có rươi thôi. Mà những ngày có rươi đó nếu bà không mua nhanh lên thì hết đấy. Cả một mùa không được ăn một miếng rươi vào miệng, không những bà ân hận, mà người chồng yêu quý của bà lại làu nhàu.

## Món rươi và sức khỏe
Rươi thường chỉ xuất hiện vào một số ngày trong năm khi con nước dâng cao ngập những chân ruộng khô nẻ. Ở miền Bắc rươi thường thoát khỏi nơi cư trú từ hạ tuần tháng 9 âm lịch, ở miền Nam rươi ra thường muộn hơn, từ tháng 11 âm lịch mà đỉnh cao là tháng chạp âm lịch, khi "trái gió trở trời". Nhiều người căn cứ vào cảm giác bứt rứt của thể trạng để biết những ngày có rươi ra, và họ cho rằng ăn một miếng chả rươi có thể chữa dứt được căn bệnh đau nhức xương cốt khi thay đổi thời tiết. Tuy nhiên, rươi là món có hàm lượng đạm quá cao, có thể không thích hợp với những người vừa ốm dậy, hen suyễn, tiền sử dị ứng, bụng dạ khó tiêu, đặc biệt phụ nữ mang thai ăn rất độc.